# Ústav zdravotnických informací a statistiky ČR
Ústav zdravotnických informací a statistiky ČR, zkráceně ÚZIS ČR, je organizační složka státu zřízená Ministerstvem zdravotnictví ČR. ÚZIS ČR existuje od svého zřízení v roce 1960 a je součástí státní statistické služby, svoji činnost vykonává na podkladě zákona číslo 89/1995 Sb., o státní statistické službě, ve znění pozdějších předpisů. Předsedou ústavu je od roku 2014 biostatistik Ladislav Dušek.
Od počátku své existence slouží pro sběr a zpracování zdravotnických informací, dnes zejména v rámci Národního zdravotnického informačního systému (NZIS), a k vedení národních zdravotních registrů. Činnost NZIS je tímto ústavem řízena a koordinována. NZIS je definován zákonem číslo 372/2011 Sb., o zdravotních službách a podmínkách jejich poskytování. ÚZIS ČR je oprávněn předkládat oficiální informace získané z NZIS za celou Českou republiku.
Jakožto orgán státní správy spolupracuje s ostatními státními orgány, zde zejména s Českým statistickým úřadem.
Pro sběr dat v České republice spolupracuje s nemocnicemi, sdruženími lékařů a farmaceutů,
zdravotními pojišťovnami, odbornými lékařskými společnostmi, na mezinárodní úrovni pak s organizacemi jako je WHO (Světová zdravotnická organizace), OECD (Organizace pro hospodářskou spolupráci a rozvoj), OSN, Eurostat a dalšími.
Při veškeré své činnosti je povinen dodržovat platné právní normy na ochranu osobních údajů jednotlivých občanů vyplývající ze zákona 101/2000 Sb., o ochraně osobních údajů, ve znění pozdějších předpisů.